# Никола Аврамов (учител)
Вижте пояснителната страница за други личности с името Никола Аврамов.
Никола Петров Аврамов е български учител, деец на Българското възраждане в Източна Македония.

## Биография
Роден е в 1907 година в село Гайтаниново, Неврокопско, тогава в Османската империя. Завършва Педагогическото училище в Неврокоп в 1929 година. След това се завръща в родното си село и развива просветна дейност в региона. Работи като учител в Гайтаниново, Гърмен и Мусомища. Учредител е на читалището „Петър Сарафов“ в родното му Гайтаниново. Никола Аврамов взима участие и във Втората световна война.